# شاين غيتس
شاين غيتس (بالإنجليزية: Shane Gates)‏ هو لاعب اتحاد الرغبي جنوب أفريقي، ولد في 27 سبتمبر 1992 في بورت إليزابيث في جنوب أفريقيا.